# Opisthacanthus lecomtei
Espèce
Synonymes
- Scorpio lecomtei Lucas, 1858
- Opisthacanthus duodecimdentatus Karsch, 1886

Opisthacanthus lecomtei est une espèce de scorpions de la famille des Hormuridae.

## Distribution
Cette espèce se rencontre au Gabon et au Cameroun.

## Description
Le mâle décrit par Lourenço en 1987 mesure 70 mm et la femelle 73 mm.

## Systématique et taxinomie
Cette espèce a été décrite sous le protonyme Scorpio lecomtei par Lucas en 1858. Elle est placée dans le genre Opisthocentrus par Pocock en 1893 puis dans le genre Opisthacanthus par Kraepelin en 1894 qui dans le même temps place Opisthacanthus duodecimdentatus en synonymie.

## Étymologie
Cette espèce est nommée en l'honneur de Charles Eugène Aubry-Lecomte (1821-1879).

## Publication originale
- Lucas, 1858 : Arachnides. Voyage au Gabon. Histoire naturelle des Insectes et des Arachnides, recueillis pendant un voyage fait au Gabon en 1856 et en 1857. Archives entomologiques, vol. 2, p. 377-436 (texte intégral).